# Ernz Blanc
L'Ernz Blanc (en luxemburguès: Wäiss Iernz, en francès: Ernz blanche i en alemany: Weiße Ernz), és un riu localitzat a Luxemburg, desemboca al Sauer, a Reisdorf. El riu atravessa els municipis de Larochette, Medernach i Ermsdorf. El riu també passa pel costat del Castell de Larochette.